# Their Social Smash
Their Social Smash è un cortometraggio muto del 1916 scritto e diretto da Harry Wulze.

## Produzione
Il film fu prodotto dalla Powers Picture Plays.

## Distribuzione
Distribuito dall'Universal Film Manufacturing Company, il film - un cortometraggio in una bobina - uscì nelle sale cinematografiche statunitensi il 20 maggio 1916.